# Aeropuerto de North Las Vegas
El Aeropuerto North Las Vegas (IATA: VGT, OACI: KVGT, FAA LID: VGT) es un aeropuerto localizado a tres millas náuticas (6 km) al noroeste del distrito central de negocios de Las Vegas, en North Las Vegas, Nevada, Estados Unidos. Es operado por el condado de Clark y operado por el Departamento de Aviación del Condado de Clark.
Conocido localmente como Northtown, es el segundo aeropuerto más ocupado de Nevada. Es el aeropuerto principal en el área de Las Vegas para la aviación general y tours escénicos, permitiendo que el Aeropuerto Internacional Harry Reid se enfoque en los vuelos comerciales. North Las Vegas ofrece servicios limitados a vuelos regionales. Muchos operadores de helicópteros como el Departamento de Policía de Las Vegas usan el aeropuerto.
El aeropuerto está certificado por la 14CFR Parte 139.

## Historia
El aeropuerto abrió el 1 de diciembre de 1941, como el Sky Haven Airport.  Dada la significante fecha, sólo uno de los tres fundadores, Florence Murphy, siguen operando el aeropuerto.
Sky Raiders Inn abrió en el aeropuerto con una piscina de forma de avión.
En 1968, Hughes Tool Company compró la terminal Aérea North Las Vegas.

## Aerolíneas y destinos
- Vision Airlines (Laughlin/Bullhead City, Grand Canyon)

## Incursiones en las pistas
El aeropuerto ha continuado trabajando en un programa que busca disminuir el número de incidentes provocado a partir de la presencia de aeronaves o personas no autorizadas que ingresan a la pista. Esta situación, conocida como "incursión de pista" se produce con cierta frecuencia. Para el año 2007, North Las Vegas estuvo en segundo lugar en la lista de aeropuertos con más incidentes de esta naturaleza.